# Matthew Riccitello
Matthew Riccitello (Tucson, 5 marzo 2002) è un ciclista su strada statunitense che corre per il team Israel-Premier Tech. Ha vinto l'Istrian Spring Trophy nel 2022.

## Palmarès

### Strada
- 2022 (Hagens Berman Axeon, una vittoria)

Classifica generale Istrian Spring Trophy
- 2023 (Israel-Premier Tech, una vittoria)

7ª tappa, 1ª semitappa Tour de l'Avenir (Montricher-Albanne > Les Karellis, cronometro)
- 2025 (Israel-Premier Tech, due vittorie)

2ª tappa Sibiu Cycling Tour (Sibiu > Bâlea Lac)
Classifica generale Sibiu Cycling Tour

#### Altri successi
- 2019 (Juniores)

Classifica giovani Tour de l'Abitibi
- 2023 (Israel-Premier Tech)

Classifica giovani Vuelta a San Juan
- 2024 (Israel-Premier Tech)

Classifica giovani Sibiu Cycling Tour
- 2025 (Israel-Premier Tech)

Classifica scalatori Sibiu Cycling Tour

## Piazzamenti

### Grandi Giri
- Giro d'Italia

2023: 56º

### Competizioni mondiali
- Campionati del mondo

Yorkshire 2019 - In linea Junior: 17º
Fiandre 2021 - Cronometro Under-23: 30º
Fiandre 2021 - In linea Under-23: 36º
Wollongong 2022 - In linea Under-23: 62º